# Protium hebetatum
Protium hebetatum är en tvåhjärtbladig växtart som beskrevs av D. C. Daly. Protium hebetatum ingår i släktet Protium och familjen Burseraceae. Inga underarter finns listade i Catalogue of Life.